# 19-2 (serie de 2014)
19-2 es una serie canadiense estrenada el 29 de enero del 2014 por medio de la cadena Bravo a partir del 2017 pasa a ser emitida por La Tele Tuya para toda Venezuela.  
La serie es una adaptación de la serie original titulada 19-2.
La serie se centra en dos oficiales de la policía con diferentes temperamentos y experiencias de vida que pronto se encuentran trabajando juntos. Así como la fragilidad del mundo de los oficiales de la policía y cómo ellos atraviesan los momentos de intensidad que amenazan sus vidas tanto dentro del trabajo como en su vida personal.

## Historia
19-2 gira en torno a la vida de los oficiales Nick Barron y Ben Chartier, quienes se vuelven socios involuntarios en el departamento de policía. Ambos patrullan la expansión urbana del distrito 19 de la ciudad en el crucero no. 2, con el tiempo la desconfianza y malentendidos entre ambos policías los llevará a tenerse respeto mutuo y amistad.
También se centra en el equipo de oficiales de la unidad 19 y cómo todos manejan las tensiones, los vínculos que establecen, la amistad, enemistad, lealtad y la traición.

## Personajes

### Personajes Principales
| Actor             | Personaje            | Ocupación              | N.º de episodios | Duración    |
| ----------------- | -------------------- | ---------------------- | ---------------- | ----------- |
| Jared Keeso       | Ben Chartier         | Oficial                | -                | 2014 - 2017 |
| Adrian Holmes     | Nick Barron          | Oficial                | -                | 2014 - 2017 |
| Benz Antoine      | Tyler Joseph         | Oficial                | -                | 2014 - 2017 |
| Bruce Ramsay      | Marcel Gendron       | Comandante de Distrito | -                | 2014 - 2017 |
| Conrad Pla        | Julien Houle         | Sargento               | -                | 2014 - 2017 |
| Dan Petronijevic  | J.M. Brouillard      | Oficial                | -                | 2014 - 2017 |
| Maxim Roy         | Isabelle Latendresse | Detective              | -                | 2014 - 2017 |
| Laurence Leboeuf  | Audrey Pouliot       | Oficial                | -                | 2014 - 2017 |
| Mylène Dinh-Robic | Beatrice Hamelin     | Oficial                | -                | 2014 - 2017 |

### Personajes Recurrentes
| Actor               | Personaje           | Ocupación                  | N.º de episodios | Duración    |
| ------------------- | ------------------- | -------------------------- | ---------------- | ----------- |
| Tyler Hynes         | Vince Legare        | -                          | -                | 2014 - 2017 |
| Sarah Allen         | Catherine Lariviere | -                          | -                | 2014 - 2017 |
| Victor Cornfoot     | Jean-Pierre Harvey  | -                          | -                | 2014 - 2017 |
| Jayne Heitmeyer     | Marie               | -                          | -                | 2014 - 2017 |
| Zackaryer Abdillahi | Theo Barron         | -                          | -                | 2014 - 2017 |
| Jennifer Seguin     | -                   | Despachadora de la Policía | -                | 2014 - 2017 |
| Andreas Apergis     | -                   | Despachador de la Policía  | -                | 2014 - 2017 |
| Suzanne Lemire      | -                   | Despachadora de la Policía | -                | 2014 - 2017 |
| Tattiawna Jones     | Amélie de Grandpré  | -                          | -                | 2014 - 2017 |

## Episodios
La primera temporada de la serie está conformada por 10 episodios.

## Producción
En el 2013 se anunció que la cadena Bravo transmitiría la adaptación de la serie original titulada "19-2" y estrenada enl 2 de febrero del 2011 en la cadena Télévision de Radio-Canada.
La serie es dirigida por Louis Choquette, Erik Canuel y Daniel Grou; y cuenta con la participación de los escritores Réal Bossé, Claude Legault, Jesse McKeown, Bruce M. Smith, Esta Spalding y Damon Vignale.